# 前引大臣
前引大臣為清朝設置的侍衛處系統武職職官，員額10人，職掌導引皇帝移駕、出入、巡幸。

## 建置
順治初年（1644年）定侍衛扈從制度，設前引大臣10人，於內大臣、散秩大臣、前鋒統領、護軍統領、副都統內特簡兼充。嘉慶二十一年（1816年）增設代行前引大臣10人，於御前侍衛、乾清門侍衛、散秩大臣、委署散秩大臣內特簡兼充。皇帝出入、朝會、祭祀、謁陵、耕耤、經筵、大閱、受俘、接見外使，前引大臣皆於御駕前方導引。前引大臣皆著黃馬褂。

皇帝謁皇太后行禮時，前引大臣於隆宗門內等候，御駕至，前導至慈寧門階即停駐。祭祀郊壇時，前引大臣於太和門北側階梯下等候，御駕至，按翼前導，與後扈大臣隨行，自午門外乘馬至壇門外下馬，皆佩刀引扈御輦前後；到壇後，前引大臣在天壇圜丘三成階上站立，方澤壇、日壇、月壇則於二成階下站立。祭祀祈年殿、饗太廟時，前引大臣由左階升駕入殿門，於中門外一成階上東西面排列站立。祭祀社稷壇時，前引大臣站立於內壝門外。展拜堂子時，前引大臣站立於甬道北側。祭祀先農壇時，前引大臣站立於階梯下方。遇駕耕耤、駕臨具服殿時，前引大臣站立於殿前階上。御駕前往耤田時，引導至耕所，三推禮成，引導由觀耕台午階升駕，於御座前左右依序站立。大閱時，前引大臣與後扈大臣均穿著甲胄引扈。朝會時，前引大臣10人在寶座前，面向東方或西方，面對面站立。